# Massacre de Kafr Qasim

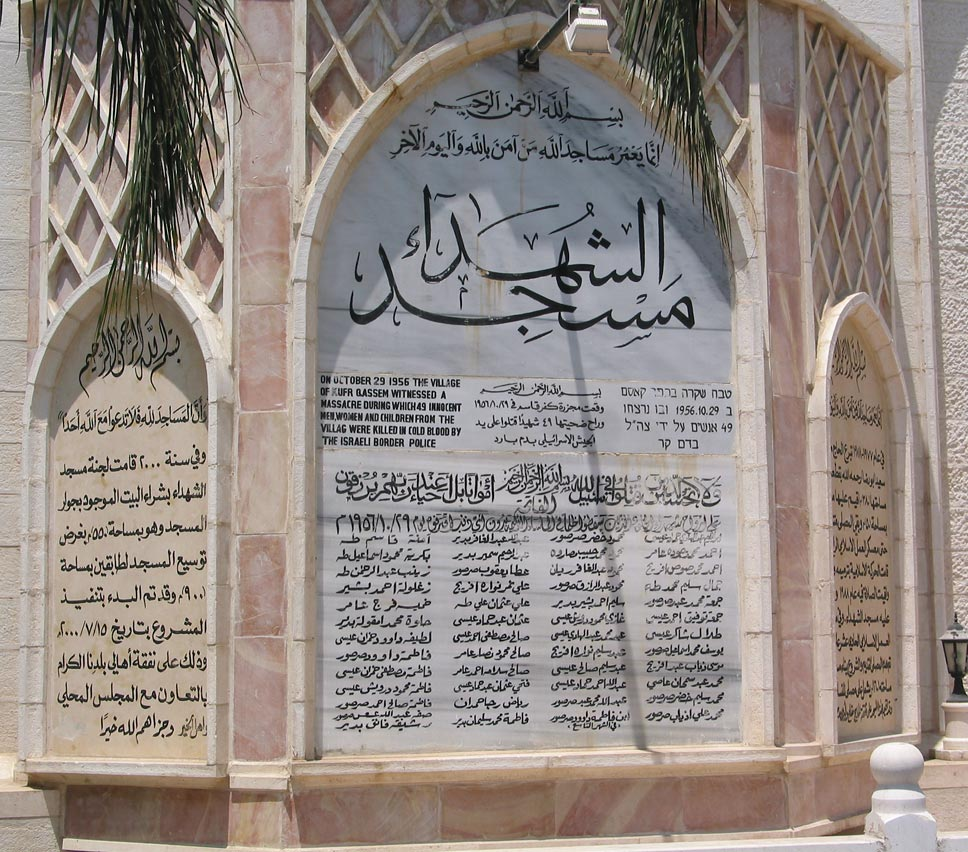
Monumento às vítimas do massacre de Kafr Qasim

Massacre de Kafr Qasim foi um massacre realizado pelos guardas de fronteira israelenses em 29 de outubro de 1956 contra cidadãos palestinos desarmados na aldeia de Kafr Qassem, no qual 49 civis árabes foram mortos: 23 deles eram crianças menores de dezoito anos. de Israel, liderado por Ben-Gurion, tentou encobrir o massacre e impedir sua publicação.
Os policiais de fronteira que participaram do tiroteio foram levados a julgamento, considerados culpados e condenados a penas de prisão, mas todos foram perdoados e libertados em um ano. O comandante da brigada foi condenado a pagar uma multa simbólica. O tribunal israelense considerou que ordenar a morte de civis era "flagrantemente ilegal".
Issachar Shedmi, o oficial de mais alto escalão processado pelo massacre, declarou pouco antes de sua morte que acreditava que seu julgamento foi organizado para proteger membros da elite política e militar de Israel, incluindo o primeiro-ministro Ben-Gurion, de assumir a responsabilidade pelo massacre.
Em dezembro de 2007, o presidente de Israel, Shimon Peres, pediu desculpas formalmente pelo massacre.

## Descrição geral do massacre

### Tempo e contexto
O massacre ocorreu no primeiro dia da agressão tripartite anglo-francesa-israelense contra o Egito em 1956, na sequência da nacionalização do Canal de Suez pelo Egito liderado por Gamal Abdel Nasser, e durante os dias de regime militar imposto por Israel sobre os cidadãos árabes. Onde o comando do exército israelense estacionado na fronteira israelense-jordaniana anunciou em 29 de outubro de 1956 um toque de recolher nas aldeias árabes dentro de Israel e adjacentes à fronteira, a saber: Kafr Qasim, Al-Tira, Kafr Bara, Jaljulia, Al-Taybeh, Qalansuwa, Bir Al-Sekka e Ibthan, em antecipação a uma batalha na fronteira. Jordaniano, Evidências posteriores revelaram que o massacre de Kafr Qassem foi realizado como parte de um plano destinado a deportar os palestinos da área do “triângulo fronteiriço” (entre a Palestina de 1948 e a Cisjordânia, que então fazia parte da Jordânia), na qual a cidade de Kafr Qassem localiza, por intimidação de seus moradores, um plano que leva o nome de plano “Khaled”. ».

### Descrição geral
O massacre ocorreu na noite de 29 de outubro de 1956, depois que o comando do exército israelense decidiu impor um toque de recolher aos moradores de Kafr Qassem e outras aldeias árabes adjacentes às fronteiras da Jordânia na época, como etapas preparatórias para o lançamento de uma guerra contra Egito. A tarefa de fazer cumprir o toque de recolher foi confiada à unidade de guarda de fronteira liderada pelo major Shmuel Mlinki, e sob o comando direto do comandante do batalhão do exército estacionado na fronteira, Issachar Shadmi. tarde até as seis da manhã, e de acordo com a documentação histórica do massacre, Shadmi instruiu Malinki a implementar o toque de recolher com mão de ferro, sem prisões, mas com o uso da força contra os infratores.
O mukhtar da aldeia foi informado apenas meia hora antes do início do toque de recolher, que avisou que centenas de aldeões estão trabalhando fora da aldeia e ainda não voltaram, e meia hora não será suficiente para informá-los. representante respondeu que eles serão atendidos. Meia hora depois, pelas 17h00, teve início o massacre, quatro guardas fronteiriços estacionados à entrada da aldeia, começaram a disparar e a executar todos os que estavam fora e todos os que regressavam à aldeia. Dentro de uma hora, 43 mártires caíram na borda oeste da aldeia, 3 mártires caíram no lado norte e dois mártires caíram dentro da aldeia. Entre os mártires em Kafr Qassem estavam 9 mulheres, 4 meninas e 17 meninos e meninas menores de a idade de dezoito anos, incluindo 5 crianças menores de dez anos. O tiroteio dentro da aldeia foi intenso e atingiu quase todas as casas, ferindo outras 18 pessoas.
O governo tentou esconder o assunto, mas as notícias sobre o massacre começaram a vazar, então o governo israelense emitiu um comunicado afirmando que um comitê de investigação foi estabelecido. O comitê chegou a uma decisão de transferir o comandante da unidade de guarda de fronteira e vários de seus subordinados a julgamento militar na região e levou a notícia ao mundo.
O julgamento dos autores do massacre durou cerca de dois anos, o que foi considerado uma farsa e formalidade.Em 16/10/1958, o último deles foi solto no início de 1960. Após o massacre, ele foi levado a julgamento. No início de 1959, um veredicto foi emitido contra ele. Um centavo israelense igual a 3 dólares.